# Hydroptila pulchricornis
Hydroptila pulchricornis – chruścik z rodziny Hydroptilidae, larwy są
"glonopijcami" (wysysają cytoplazmę z komórek glonów), budują małe domki z przędzy jedwabnej i ziaren piasku (w przybliżeniu kształtu spłaszczonej fasoli). Są elementem peryfitonu. Limnebiont, gatunek stosunkowo często spotykany, występuje w prawie całej Europie, preferuje jeziora lobeliowe i eutroficzne oraz strefę elodeidów.